# Aruba nos Jogos Sul-Americanos de 2014
Aruba participa dos Jogos Sul-Americanos de 2014, em Santiago, no Chile. Será a sexta aparição do país nos Jogos Sul-Americanos. A delegação possui 10 atletas — nove homens e uma mulher — que disputam medalhas em oito modalidades desportivas.

## Medalhas
Nenhuma medalha foi conquistada ainda.

## Desempenho

### Atletismo (1 atleta)
Masculino
| Atletas                 | Evento             | Preliminares | Preliminares | Quartas | Quartas | Semifinal | Semifinal | Final | Final   |
| Atletas                 | Evento             | Marca        | Posição      | Marca   | Posição | Marca     | Posição   | Marca | Posição |
| ----------------------- | ------------------ | ------------ | ------------ | ------- | ------- | --------- | --------- | ----- | ------- |
| Quincy Yamail A. Breell | Salto em distância |              |              |         |         |           |           |       |         |